# 塞尼卡鎮區 (伊利諾伊州)
塞尼卡鎮區（英語：Seneca Township）是位於美國伊利諾伊州麥克亨利縣的一個行政鎮區。

## 地方資料
根據2010年美國人口普查的數據，塞尼卡鎮區的面積為93.10平方千米，當中陸地面積為93.10平方千米，而水域面積為0.00平方千米。當地共有人口2896人，而人口密度為每平方千米31.11人。